# Agnes Lindström Bolmgren
Agnes Linn Maria Lindström Bolmgren (født 28. juni 1989, Helsingborg) er en svensk skuespiller. Hun har primært arbejdet med film og tv og blandt andet medvirket i tv-serierne Sygeplejerskerne, Familien Löwander, Mord i Skærgården og Bäckström.
Bolmgren blev født i Skåne, men voksede op på Mariaberget i Stockholm. Efter at have afsluttet teaterlinjen på Södra Latin, tilbragte hun et par år med teater- og tv-produktioner i Tyskland, herunder i serien Gerningsstedet (2015). I perioden 2014–2017 studerede hun ved Stockholms konstnärliga högskola og blev i 2018 nomineret til prisen Rising Star Award ved Stockholms filmfestival. I filmen Suedi fra 2021 havde hun den kvindelige hovedrolle som "Isabell".
Under indspilningen af filmen Tårtgeneralen fra 2017 mødte hun sin nuværende kæreste Filip Hammar, som hun  er samlevende med i Los Angeles.

## Filmografi (udvalg)
- 2022 - Clark – Ingela
- 2021 - Suedi – Isabell
- 2020-2022 - Bäckström - Ankan Carlsson
- 2019 - Limboland – Amanda
- 2018 - Tårtgeneralen – Åsa Sjöman
- 2017-2020 - Familien Löwander – Lena
- 2017 - Sygeplejerskerne – Tess
- 2015 - Mord i Skærgården – Ellinor
- 2015 - Gerningsstedet – dansk servitrice